# Larissa Vereza
Larissa de Oliveira Vereza (anhörenⓘ* 14. Oktober 1986 in Rio de Janeiro) ist eine brasilianische Schauspielerin und Filmschaffende.

## Leben
Vereza wurde am 14. Oktober 1986 als Tochter von Delma Godoy und dem Schauspieler Carlos Vereza (* 1939) in Rio de Janeiro geboren. 2007 studierte sie Schauspiel an der New York Film Academy, ehe sie an der Universidade Estácio de Sá ihr Theaterschauspielstudium fortsetzte. 2013 erhielt sie Schauspielunterricht am Aquila Morong Studio. Sie spricht Portugiesisch, Englisch, Französisch und Spanisch. Sie ist mit dem brasilianischen Schauspieler und Filmschaffenden Emiliano Ruschel verheiratet. Die beiden sind Eltern eines Kindes.
Bereits während ihrem Schauspielstudium debütierte Vereza 2004 in einer Episode der Miniserie Um Só Coração als Schauspielerin. Im Folgejahr erhielt sie wiederkehrende Rollen in den Fernsehserien Prova de Amor und Sinhá Moça. Nach Besetzungen in Kurzfilmen wirkte sie 2008 unter anderen in 27 Episoden der Fernsehserie Caminhos do Coração in der Rolle der Antonia sowie in der Fernsehserie Sete Pecados als Angelina mit. 2009 spielte sie in der Fernsehserie Paraíso die Rolle der Irmã Matilde. 2014 stellte sie im Film Android Cop die weibliche Hauptrolle der Helen Jacobs dar. 2015 hatte sie in der Fernsehserie Alesia: Ground Zero die wiederkehrende Rolle der Sophie inne. 2016 spielte sie neben ihrem Ehemann eine der Hauptrollen im Actionfilm Maverick: Manhunt Brazil, in diesem sie auch Tätigkeiten als Produzentin und Drehbuchautorin übernahm.

## Filmografie (Auswahl)

### Schauspiel
- 2004: Um Só Coração (Miniserie, Episode 1x01)
- 2005: Prova de Amor (Fernsehserie, 15 Episoden)
- 2006: Sinhá Moça (Fernsehserie, 8 Episoden)
- 2007: Saved (Kurzfilm)
- 2007: Noite de Cinzas (Kurzfilm)
- 2008: Caminhos do Coração (Fernsehserie, 27 Episoden)
- 2008: Night of Ashes (Kurzfilm)
- 2008: Bezerra de Menezes: O Diário de um Espírito
- 2008: Sete Pecados (Fernsehserie, 15 Episoden)
- 2009: Paraíso (Fernsehserie, 35 Episoden)
- 2009: Um Homem Qualquer
- 2010: Chico Xavier
- 2010: Contramão (Kurzfilm)
- 2010: Noite de Cristais (Kurzfilm)
- 2010: Film Festival Ribeirão Pires (Kurzfilm)
- 2012: Amor Eterno Amor (Fernsehserie, Episode 1x03)
- 2014: Android Cop
- 2014: Para Sempre Nunca Mais
- 2015: Alesia: Ground Zero (Fernsehserie, 10 Episoden)
- 2016: Sex Life (Fernsehserie)
- 2016: Maverick: Manhunt Brazil
- 2017: A Day in L.A. (Fernsehserie, Episode 2x01)
- 2017: SEAL Team (Fernsehserie, Episode 1x04)
- 2020: Despedida Despedido (Kurzfilm)
- 2021: Um Lugar ao Sol (Fernsehserie, Episode 1x30)
- 2023: See You (Kurzfilm; Sprechrolle)

### Filmschaffende
- 2007: Noite de Cinzas (Kurzfilm; Produktion, Regie, Drehbuch, Editor)
- 2008: Night of Ashes (Kurzfilm; Produktion, Regie, Drehbuch, Editor)
- 2008: Pegando no Tranco (Fernsehserie; Produktion, Regie, Drehbuch)
- 2015: Alesia: Ground Zero (Fernsehserie, 10 Episoden; Produktion, Regie, Drehbuch)
- 2016: Sex Life (Fernsehserie; Produktion, Regie)
- 2016: Maverick: Manhunt Brazil (Produktion, Drehbuch)
- 2017–2018: A Day in L.A. (Fernsehserie, 11 Episoden; Produktion, Regie/2 Episoden, Drehbuch)
- 2018: Like Hollywood (Fernsehserie; Produktion, Regie, Drehbuch, Editor)
- 2020: Despedida Despedido (Kurzfilm; Regie)